# Bogdan Vodă (Maramureș)
Bogdan Vodă é uma comuna romena localizada no distrito de Maramureș, na região histórica da Transilvânia. A comuna possui uma área de 30.56 km² e sua população era de 3290 habitantes segundo o censo de 2007.